# Hylaeus modestus

Hylaeus modestus är en solitär biart som först beskrevs av Say, 1837. Den ingår i släktet citronbin och familjen korttungebin. Inga underarter finns listade i Catalogue of Life.

## Beskrivning
Ett slankt, påtagligt litet bi; honan har en kroppslängd mellan 5 och 7 mm, hanen mellan 4,5 och 7 mm. Kroppen är övervägande svart, men med en gul ansiktsmask. Hos honan består masken av två triangulära markeringar vid sidan av ögonen, men hos hanen är hela ansiktet under antennfästena gult. Antennerna är mörkbruna till svarta i den nedre delen, brunröda i den övre.

## Ekologi
Hylaeus modestus, vars flygperiod varar från maj till september är ett polylektiskt bi som besöker växtfamiljer som sumakväxter, flockblommiga växter, oleanderväxter, järnekssläktet, korgblommiga växter, korsblommiga växter, nejlikväxter, vindeväxter, kornellväxter, ljungväxter, ärtväxter, näveväxter, hortensiaväxter, johannesörtsväxter, kransblommiga växter, syrenväxter, grobladsväxter, ranunkelväxter, stenbräckeväxter, rosväxter, brakvedsväxter, flenörtsväxter, tamariskväxter och vinväxter.

## Utbredning
Utbredningsområdet omfattar större delen av Kanada och USA (inklusive delar av Alaska) söderut till södra Kalifornien, New Mexico och Texas.